# Eugène Tallon
Pour les articles homonymes, voir Tallon.
Eugène Tallon est un homme politique français né le 21 mars 1836 à Riom (Puy-de-Dôme) et décédé le 24 novembre 1902 à Lyon (Rhône). Il est représentant du Puy-de-Dôme de 1871 à 1876.

## Biographie

La commission des Trente présidée par Batbie, en mars 1874, réunie dans une des salles du Musée de Versailles, d'après un dessin de G. Janet et un croquis de Pelcoq gravure Amédée Daudenarde.

Genès Charles Eugène Tallon appartient à une famille de la bourgeoisie de Riom. Son père, Annet Tallon (1807-1891), est avocat à la cour d'appel de Riom ; il a été maire de Riom de 1857 à 1869 et conseiller général du Puy-de-Dôme.
Avocat à Paris puis à Riom, il est un opposant au Second Empire. Il est représentant du Puy-de-Dôme de 1871 à 1876, siégeant au centre-droit, avec les orléanistes. Il est secrétaire de la seconde Commission des Trente.
Il est membre de la Réunion Feray et secrétaire de la Réunion Saint-Marc-Girardin. Il est conseiller général du canton de Manzat de 1871 à 1881 et de 1889 à 1898. Battu aux législatives en 1876, il devient avocat général à Lyon en 1877, puis président de chambre à la Cour d'appel de Lyon de 1890 à sa mort.
Il est chevalier de la Légion d'honneur (12 juillet 1884).
Il a épousé le 11 janvier 1865 Jenny Dulery de Peyramont, née le 24 mars 1844 dans le 1er arrondissement de Paris et morte le 23 novembre 1898 à Lyon, fille d'André Dulery de Peyramont, procureur général, conseiller à la Cour de cassation, député de la Creuse, député de la Haute-Vienne, sénateur de la Haute-Vienne, président du conseil général de la Haute-Vienne, chevalier de la Légion d'honneur, et de Marie-Gabrielle Léonarde Cruveilhier.

## Sources
- « Eugène Tallon », dans Adolphe Robert et Gaston Cougny, Dictionnaire des parlementaires français, Edgar Bourloton, 1889-1891 [détail de l’édition]